# Baby Snakes (Album)
Baby Snakes (dt. Babyschlangen) ist der Soundtrack des gleichnamigen Films von Frank Zappa, der 1983 als Picture Disc erschien. Die Aufnahmen stammen von Konzerten im Palladium, einer Rockkonzerthalle in New York, die zu Halloween zwischen dem 28. und 31. Oktober 1977 aufgezeichnet wurden. Auf der Platte erschien erstmals offiziell der Titel Punky’s Whips. Er beschreibt die fiktiven latent homoerotischen Gefühle, die Schlagzeuger Terry Bozzio beim Anblick einer Promotionsfotografie des Leadsängers der Band Angel, Punky Meadows, empfindet. Die Veröffentlichung dieses Stücks war eigentlich schon für das Album Zappa in New York (1976) vorgesehen, wurde aber aufgrund rechtlicher Bedenken seitens der Plattenfirma Warner Brothers kurzfristig vom Album genommen. Auf jener Platte war auch das Stück Titties & Beer zu finden, welches auf Baby Snakes um einen Seitenhieb auf ebendiese Firma ergänzt ist.

## Titelliste
1. Intro Rap / Baby Snakes – 2:22[2]
2. Titties and Beer – 6:13
3. The Black Page #2 – 2:50
4. Jones Crusher – 2:53
5. Disco Boy – 3:51
6. Dinah-Moe Humm – 6:37
7. Punky’s Whips – 11:29

## Rezeption
Mike Fish hielt Baby Snakes für „herrliches Material, mit maximaler Energie aufgenommen“. Ben Watson empfand es als „erhebend“, zu hören, wie Warner Brothers im Stück Titties & Beer als großes Unterhaltungsunternehmen vor großem Rock-Publikum beschimpft wird.